# Senantes (Eure-et-Loir)
Senantes település Franciaországban, Eure-et-Loir megyében. Lakosainak száma 537 fő (2022. január 1.). Senantes Villiers-le-Morhier és Mittainville községekkel határos.

## Népesség
A település népessége az elmúlt években az alábbi módon változott:
| Lakosok száma | 203  | 409  | 434  | 630  | 617  | 596  | 582  | 568  | 558  | 537  |
|               | 1968 | 1982 | 1990 | 2006 | 2013 | 2015 | 2017 | 2019 | 2020 | 2022 |